# Газимагомедов, Анвар Анасович
Анвар Анасович Газимагомедов (11 мая 1988, Махачкала, СССР) — российский футболист, полузащитник.

## Биография
Воспитанник дагестанского футбола. Первый матч в РФПЛ за «Анжи» провёл 18 марта 2016 года в домашнем матче против московского «Спартака», выйдя на замену на 84-й минуте и сменив Бернарда Беришу. 24 февраля 2018 года на правах аренды из «Анжи» перешёл в «Легион-Динамо». 10 марта 2018 года, выйдя на замену на 78-й минуте выездного матча против клуба «Спартак-Нальчик» дебютировал за «Легион-Динамо».
Летом 2019 года пополнил ряды новосозданного клуба «Махачкала», в составе которого в официальных матчах дебютировал 16 июля.